# Goniotorna
Goniotorna är ett släkte av fjärilar. Goniotorna ingår i familjen vecklare.

## Dottertaxa tillGoniotorna, i alfabetisk ordning[1]
- Goniotorna angusta
- Goniotorna chersopis
- Goniotorna chrondrocentra
- Goniotorna decipiens
- Goniotorna deinozona
- Goniotorna erratica
- Goniotorna heteropa
- Goniotorna iecoricolor
- Goniotorna illustra
- Goniotorna insatiana
- Goniotorna irresoluta
- Goniotorna lacrimosa
- Goniotorna leucophrys
- Goniotorna macula
- Goniotorna megalogonia
- Goniotorna melanoconis
- Goniotorna mianta
- Goniotorna micrognatha
- Goniotorna mucida
- Goniotorna niphotoma
- Goniotorna polyops
- Goniotorna praeornata
- Goniotorna praerupta
- Goniotorna rhodolemma
- Goniotorna rhodoptila
- Goniotorna suspiciosa
- Goniotorna taeniata
- Goniotorna trignoma
- Goniotorna trigodes
- Goniotorna vadoni
- Goniotorna verticillata
- Goniotorna vinacea
- Goniotorna vulpicolor